# Symphysia perardua
Symphysia perardua är en ljungväxtart som beskrevs av Kloet. Symphysia perardua ingår i släktet Symphysia och familjen ljungväxter. Inga underarter finns listade i Catalogue of Life.